# Goliaty
Goliaty – wieś w Polsce położona w województwie mazowieckim, w powiecie żuromińskim, w gminie Lubowidz.
W latach 1975–1998 miejscowość administracyjnie należała do województwa ciechanowskiego.